# Leivinha
João Leiva Campos Filho (Novo Horizonte, 11 de septiembre de 1949), conocido deportivamente como Leivinha, es un exfutbolista brasileño. Jugaba como extremo y fue internacional con la selección de Brasil.
Está considerado uno de los futbolistas más talentosos de la década de 1970, con un estilo de juego caracterizado por el remate de cabeza y el regate. Debutó en 1967 en las filas de la Portuguesa y cuatro años después fue contratado por el S.E. Palmeiras, donde cuajó sus mejores actuaciones. En 1975 daría el salto al fútbol europeo con su marcha al Atlético de Madrid durante cuatro temporadas; aunque fue máximo goleador rojiblanco en su primer año y campeón de liga en 1976-77, su trayectoria se vio frenada por las lesiones. Finalmente, en 1979 regresó a su país para retirarse en el São Paulo F.C.
Leivinha llegó a disputar la Copa Mundial de Fútbol de 1974 con la selección brasileña. Su sobrino Lucas Leiva es también futbolista profesional.

## Biografía
Leivinha nació en Novo Horizonte, São Paulo (Brasil) en 1949. Su carrera deportiva comenzó en las filas del Clube Atlético Linense, y cuando tenía 17 años fue contratado por la Portuguesa, con el que debutó en 1966. Posteriormente fue traspasado al S.E. Palmeiras en 1971 y desarrollaría allí la plenitud de su carrera deportiva. Durante cuatro temporadas, en las que hizo 105 goles en 263 partidos oficiales, los albiverdes conquistaron dos Campeonatos Brasileños (1972 y 1973) y dos Campeonatos Paulistas (1972 y 1974). Leivinha destacó en su país por ser un extremo ambidiestro con buen remate de cabeza y definición.
En 1975 dio el salto al fútbol europeo con su fichaje por el Atlético de Madrid. Después de que el Palmeiras venciese el Trofeo Ramón de Carranza de ese año, el presidente Vicente Calderón gastó un millón de dólares (unos 60 millones de pesetas) para contratar a Leivinha y al defensa Luís Pereira. En su debut en la Primera División española, Leivinha se convirtió en el segundo máximo goleador con 18 tantos en 30 partidos, solo tres por debajo de Quini, y asumió el papel de favorito entre la afición rojiblanca por su estilo de juego vistoso, poco común en la España de aquella época. Y en la temporada 1976-77 el Atlético conquistaría la liga, pero el extremo solo llegó a disputar 11 encuentros (ocho goles).
Aunque Leivinha cuajaba buenas actuaciones cuando podía jugar, su rendimiento se vio mermado por dos operaciones de menisco y problemas musculares. Al término de la temporada 1978-79 finalizó su contrato en España y regresó a Brasil, con un saldo de 40 goles en 77 partidos oficiales. A pesar de las lesiones, sigue siendo recordado como uno de los emblemas del Atlético de Madrid en la década de 1970. Su carrera terminó a finales de 1979, en las filas del São Paulo F.C., viéndose obligado a retirarse del fútbol profesional a los 30 años.
Tras retirarse, ha gestionado varios negocios en su país y ha sido comentarista en el canal deportivo SporTV.

## Selección nacional
Leivinha fue internacional con la selección de fútbol de Brasil en 21 ocasiones (siete goles), cifra que asciende a 27 si se tienen en cuenta los partidos no oficiales. 
La primera vez que jugó con la canarinha fue el 13 de noviembre de 1968 para un amistoso de preparación frente al Coritiba. Después de dos encuentros amistosos más cuando ya estaba en el Palmeiras, el 28 de junio de 1972 tuvo lugar su debut oficial ante Checoslovaquia. Una semana después, el 2 de julio, marcó sus dos primeros goles contra Yugoslavia.
Entre 1972 y 1974 fue un habitual de las convocatorias, al punto de ser llamado para la Copa Mundial de Fútbol de 1974. Leivinha fue titular en los tres partidos de la fase de grupos, hasta que el 22 de junio cayó lesionado contra Zaire. Desde entonces, el seleccionador Mário Zagallo dejó de convocarle.

## Trayectoria
| Club               | País   | Año         |
| ------------------ | ------ | ----------- |
| Linense            | Brasil | 1965 - 1966 |
| Portuguesa         | Brasil | 1966 - 1970 |
| Palmeiras          | Brasil | 1971 - 1975 |
| Atlético de Madrid | España | 1975 - 1979 |
| São Paulo          | Brasil | 1979        |